# 斯韋德魯普海峽
80°00′N 097°45′W / 80.000°N 97.750°W
斯韋德魯普海峽是加拿大的海峽，位於北極群島，由努納武特基吉柯塔魯克地區負責管轄，西北面是米恩島，東毗阿克塞爾海伯格島，南鄰阿蒙德靈內斯島，長65公里、寬41公里。